# 쉬메그구

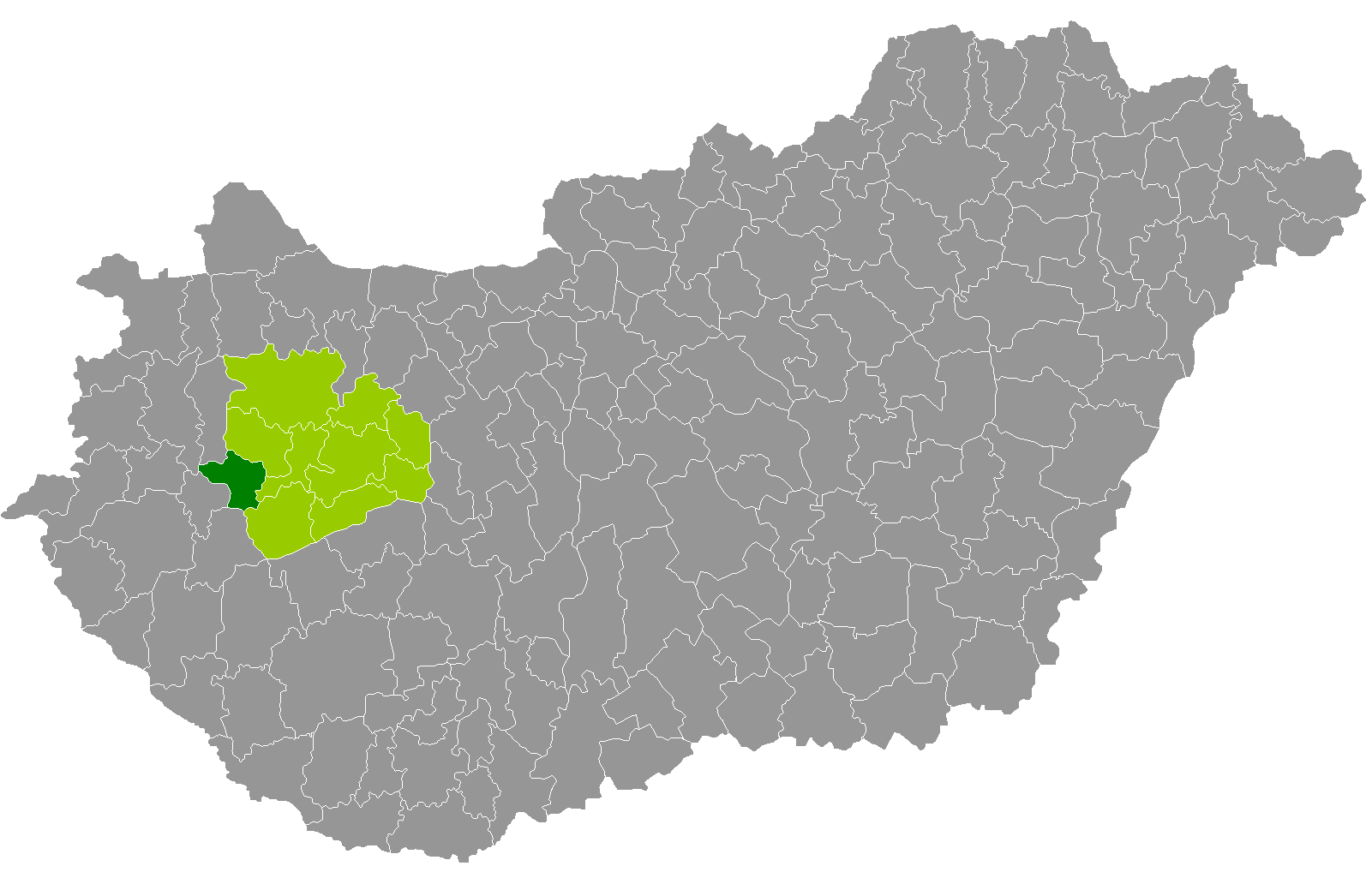
베스프렘주 지도에 표시된 쉬메그구의 위치

쉬메그구(헝가리어: Sümegi járás)는 헝가리 베스프렘주에 위치한 구로 구청 소재지는 쉬메그이며 면적은 306.48km2, 인구는 15,358명(2011년 기준), 인구 밀도는 50명/km2이다.
북쪽으로는 데베체르구, 버시주 첼되묄크구, 북동쪽으로는 데베체르구, 동쪽으로는 어이커구, 남쪽으로는 터폴처구, 절러주 케스트헤이구, 서쪽으로는 절러주 절러센트그로트구, 버시주 샤르바르구와 접한다. 21개 지방 자치체(1개 시, 20개 마을)를 관할한다.

구 문장